# أنتوني مان
أنتوني مان (بالإنجليزية: Anthony Mann) (و. 1906 – 1967 م) هو مخرج أفلام، وممثل، وممثل مسرحي، وممثل أفلام، من الولايات المتحدة، ولد في سان دييغو، كاليفورنيا، توفي في برلين، عن عمر يناهز 61 عاماً.

## وصلات خارجية
- أنتوني مان على موقع IMDb (الإنجليزية)
- أنتوني مان على موقع الموسوعة البريطانية (الإنجليزية)
- أنتوني مان على موقع ألو سيني (الفرنسية)
- أنتوني مان على موقع تيرنر كلاسيك موفيز (الإنجليزية)
- أنتوني مان على موقع أول موفي (الإنجليزية)
- أنتوني مان على موقع قاعدة بيانات برودواي على الإنترنت (الإنجليزية)
- أنتوني مان على موقع قاعدة بيانات الأفلام السويدية (السويدية)
- أنتوني مان على موقع إن إن دي بي (الإنجليزية)
- أنتوني مان على موقع قاعدة بيانات الفيلم (الإنجليزية)
- أنتوني مان على موقع كينوبويسك (الروسية)